# Bob Melvin
Robert Paul Melvin, ameriški upravnik, trener in igralec bejzbola, * 28. oktober 1961, Palo Alto, Kalifornija, ZDA. 
Gallego je upokojeni poklicni lovilec, ki je v ligi MLB preživel 9 let (1985-1994). Sedaj je upravnik ekipe Oakland Athletics, v svoji 8-letni upravniški karieri pa je sodeloval še z ekipama Seattle Mariners (2003-04) in Arizona Diamondbacks (2005–09).

## Poklicna kariera

### Igralska pot
V svojem času kot igralec je bil Melvin predvsem igralec s klopi. Svojo kariero je zaključil z odbijalskim povprečjem 0,233 in 35 domačimi teki. Medtem, ko je bil rezervni lovilec ekipeSan Francisco Giants, je bil redni lovilec ekipe Bob Brenly, ki je kasneje prav tako postal upravnik ekipe Arizona Diamondbacks.

### Upravništvo

#### Seattle Mariners
Med sezonama 2003 in 2004 je bil upravnik ekipe Seattle Mariners. V njegovem prvem letu z ekipo je ekipa dosegla 93 zmag, a se ji ni uspelo prebiti v končnico. Ko je naslednje leto ekipa izgubila 99 tekem, se je ekipa odrekla Melvinovih uslug. Slednji se je vrnil v Arizono, kjer je pred svojim upravniškim obdobjem v Seattlu bil trener klopi. Melvin je postal drugi, ki je bil najet za to mesto: pred njim je pogodbo s klubom sklenil Wally Backman, ki pa je bil pred nastopom na eni sami tekmi odpuščen zaradi razkritij o predhodnih aretacijah in finančnih težavah.

#### Arizona Diamondbacks
Melvin je leta 2007 ekipo iz Arizone z 90 zmagami popeljal do naslova divizije National League West (Zahodna Narodna liga). Ekipa je v končnico vstopila z najboljšim izkupičkom zmag v Narodni ligi in v prvem krogu s tremi zmagami suvereno odpravila ekipo Chicago Cubs. V naslednjem krogu pa so žrtve t. i. metle postali Melvin in druščina: v štirih tekmah jih je premagala ekipa Colorado Rockies. Melvin je prejel nagradi Upravnik leta po mnenju The Sporting News in nagrado Upravnik leta Narodne lige s strani lige MLB. 

#### Odpust in iskanje službe
Melvina je 8. maja 2009 na položaju upravnika zamenjal A.J. Hinch. Oktobra 2010 je bil glede upravniškega mesta v pogovorih z ekipo Milwaukee Brewers, skupaj z Bobbyjem Valentineom, Joeyem Coro in Ronom Roenickejem. Mesto je kasneje pripadlo Roenickeju. Nato je pred sezono 2011 bil v pogovorih še z ekipo New York Mets, a je v New Yorku novi upravnik postal Terry Collins.

#### Oakland Athletics
9. junija 2011 je postal vršilec dolžnosti upravnika ekipe Oakland Athletics, 21. septembra pa je s klubom sklenil troletno pogodbo, po tem ko je ekipo popeljal do 47 zmag in 52 porazov. 

## Zasebno življenje
Melvin skupaj z ženo Kelley živi na Manhattnu. Njegova hčerka Alexi (* 21. december 1988) je igralka, pisateljica in režiserka. Skupaj s svojo družino je dejaven na področju spodbujanja raziskav na področju sladkorne bolezni pri mladostnikih, ki jo je njegova hčerka dobila pri 14. letu starosti. Njegov vzdevek, ki mu ga je nadel Mark Grace, je "Nori znanstvenik" (The Mad Scientist), ki mu ga je Grace nadel zaradi njegove nagnjenosti k premešavanju svoje postave, ki mu je (nekoliko presentljivo) prineslo precej uspeha.